# Pronstorf
Pronstorf er en by og en kommune i det nordlige Tyskland, beliggende i Amt Trave-Land under Kreis Segeberg. Kreis Segeberg ligger i den sydøstlige del af delstaten Slesvig-Holsten.

## Geografi
Pronstorf ligger omkring 12 kilometer øst for Bad Segeberg ved Landesstraße 69. Mod syd går motorvejen A 20 fra Bad Segeberg mod Lübeck, mod nord Bundesstraße B 432 fra Bad Segeberg mod Scharbeutz.

### Inddeling
Kommunen Pronstorf består af seks landsbyer. Pronstorf med omkring 100 indbyggere er præget af herregården Gut Pronstorf, som også de fleste bygninger hører under. Den ejes af medemmer af slægten Rantzau, ligger ved søen Wardersee. Goldenbek ligger tre kilometer syd for Pronstorf ved Landesstraße 6; Der bor omkring 140 mennesker og her er børnehave og folkeskole.
De øvrige landsbyer er mindre og er Eilsdorf, Reinsbek, Strenglin og Wulfsfelde, samt bebyggelserne Butterstieg, Diekhof, Steinrade, Neukoppel, Rösing og Hartenkamp,